# 三郷ジャンクション

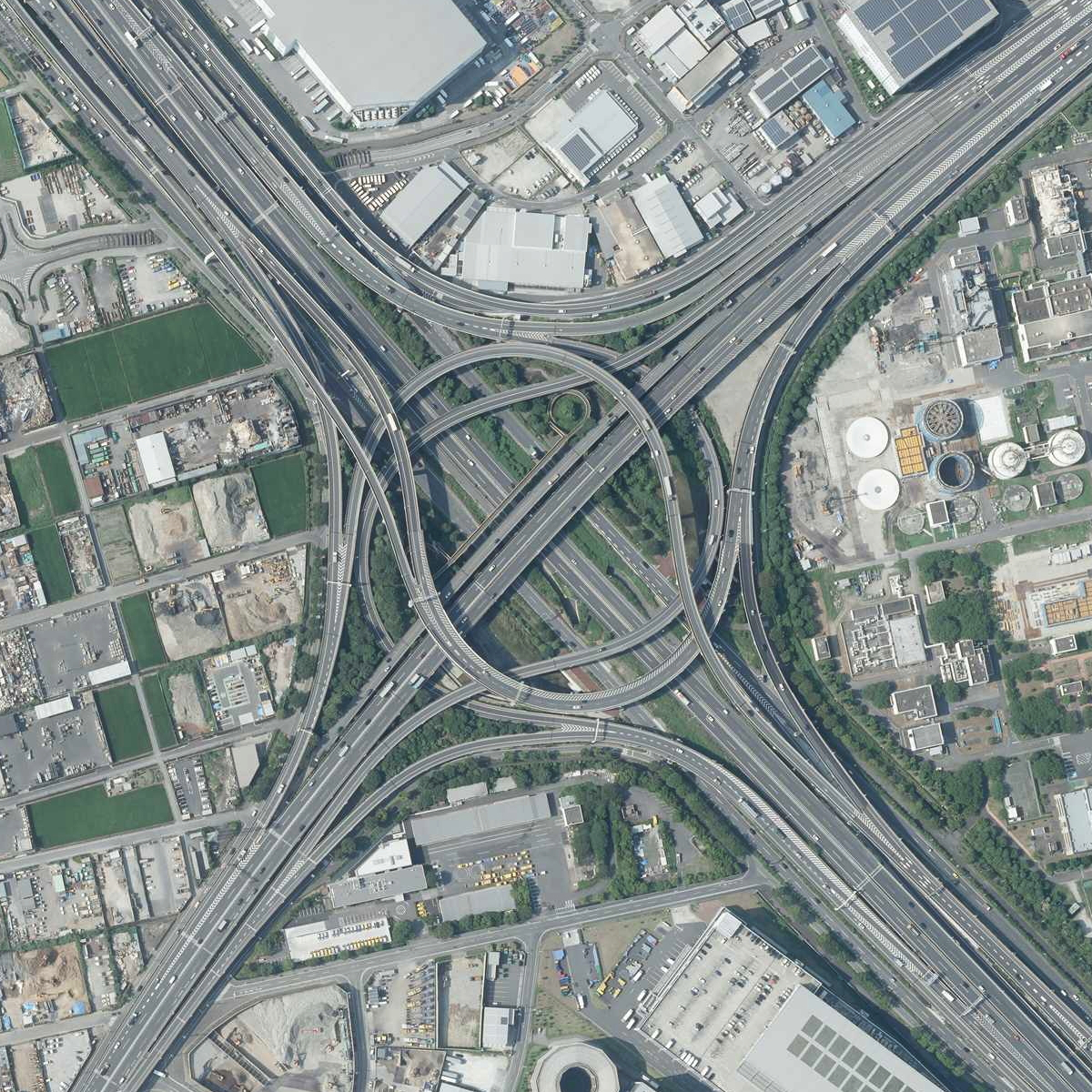
三郷ジャンクションの空中写真（2019年8月撮影）

三郷ジャンクション（みさとジャンクション）は、埼玉県三郷市番匠免にある、常磐自動車道と首都高速6号三郷線、東京外環自動車道を接続するジャンクション。
常磐道には三郷インターチェンジ（IC）、首都高速には三郷出入口、外環道には外環三郷西IC（大泉JCT方面）・三郷中央IC（高谷JCT方面）が併設されている。常磐自動車道は、当JCTが起点であり、本線上に首都高速6号三郷線との境界がある。
外環道外回り（大泉JCT方面）から常磐道へは、第1ランプ及び第2ランプから進入することが出来る。なお、外環道外回りから首都高速へは第2ランプからのみ進入可能（第1ランプは常磐道専用）。

## 歴史
- 1985年（昭和60年）1月24日：小菅JCT - 柏IC間開通に伴い、首都高速6号三郷線と常磐自動車道の本線のみ供用。同日に三郷IC開通[1][2]。
- 1992年（平成4年）11月27日：東京外環自動車道・和光IC - 三郷JCT間開通に伴い、東京外環自動車道と接続[3]。
- 2005年（平成17年）11月27日：東京外環自動車道・三郷JCT - 三郷南IC間開通に伴い、全面供用。同時に国道298号（草加方面）へ直結する出口専用ランプを新設[4]。
- 2018年（平成30年）4月11日：東京外環自動車道・外回りから常磐自動車道への専用ランプ（第1ランプ）が供用開始[5]。

## 接続する道路
- E6 常磐自動車道（1番）
- C3 東京外環自動車道（80番）
- 首都高速6号三郷線（661番）

## 隣
E6 常磐自動車道
(1)三郷JCT/IC - (1-1)三郷TB/SIC - (1-2)流山IC
C3 東京外環自動車道
(74)外環三郷西IC - (80)三郷JCT - (81)三郷中央IC - (82)三郷南IC
首都高速6号三郷線
(655,656)八潮南出入口 - 八潮PA - 八潮TB - (657)八潮出入口 - (661)三郷JCT/出入口

## ギャラリー

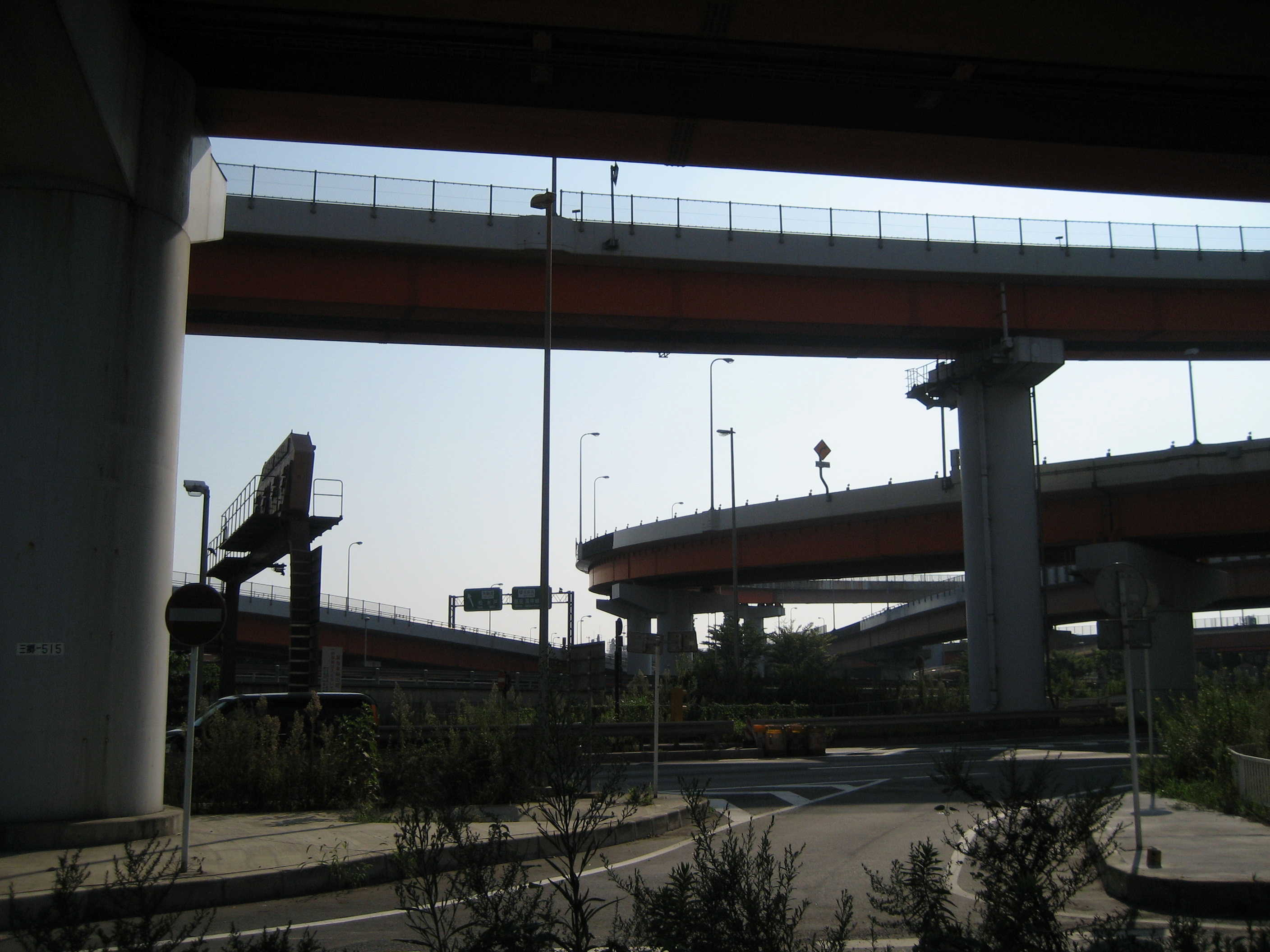
国道298号側道より
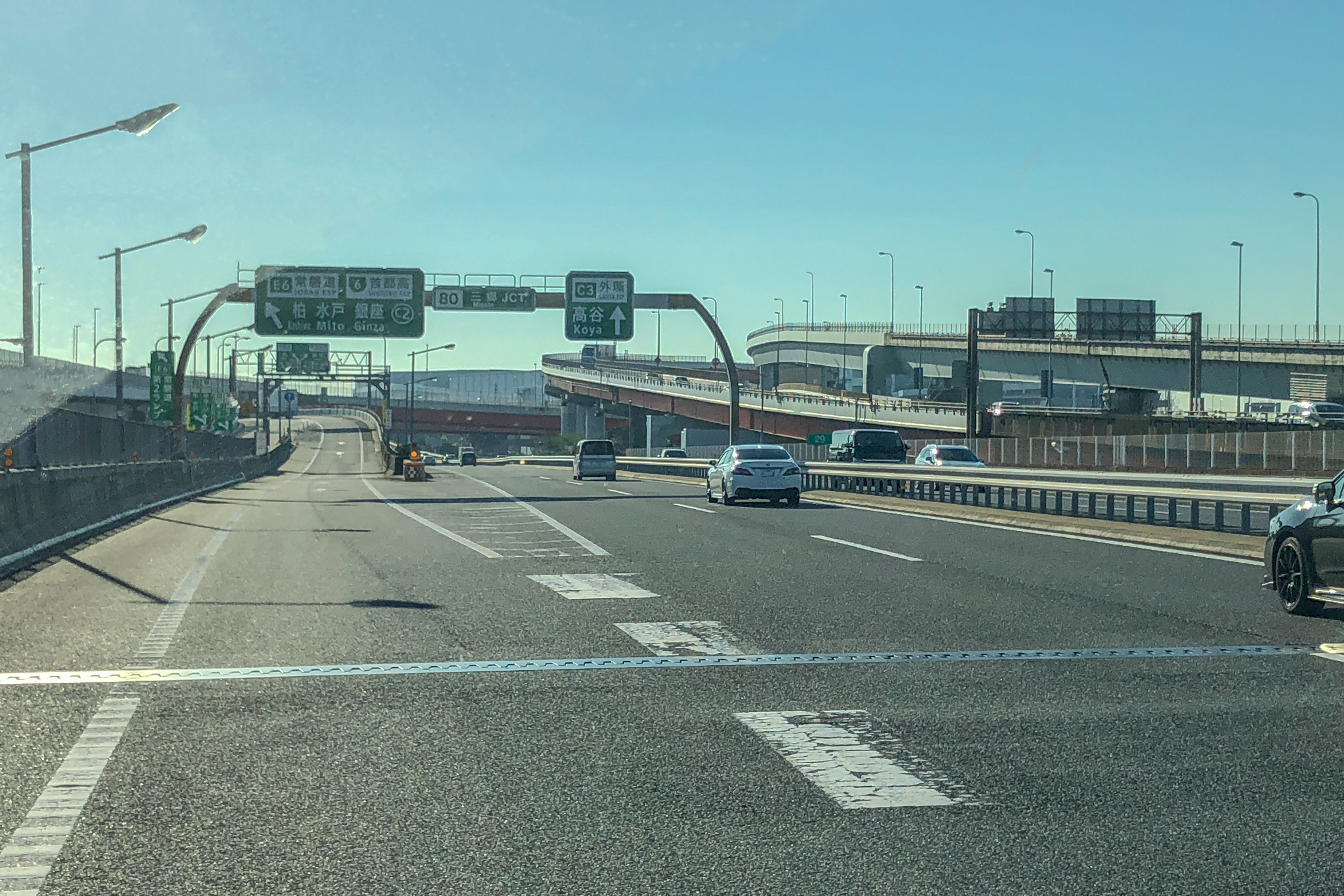
川口JCT方面より（常磐道第2ランプ入口）
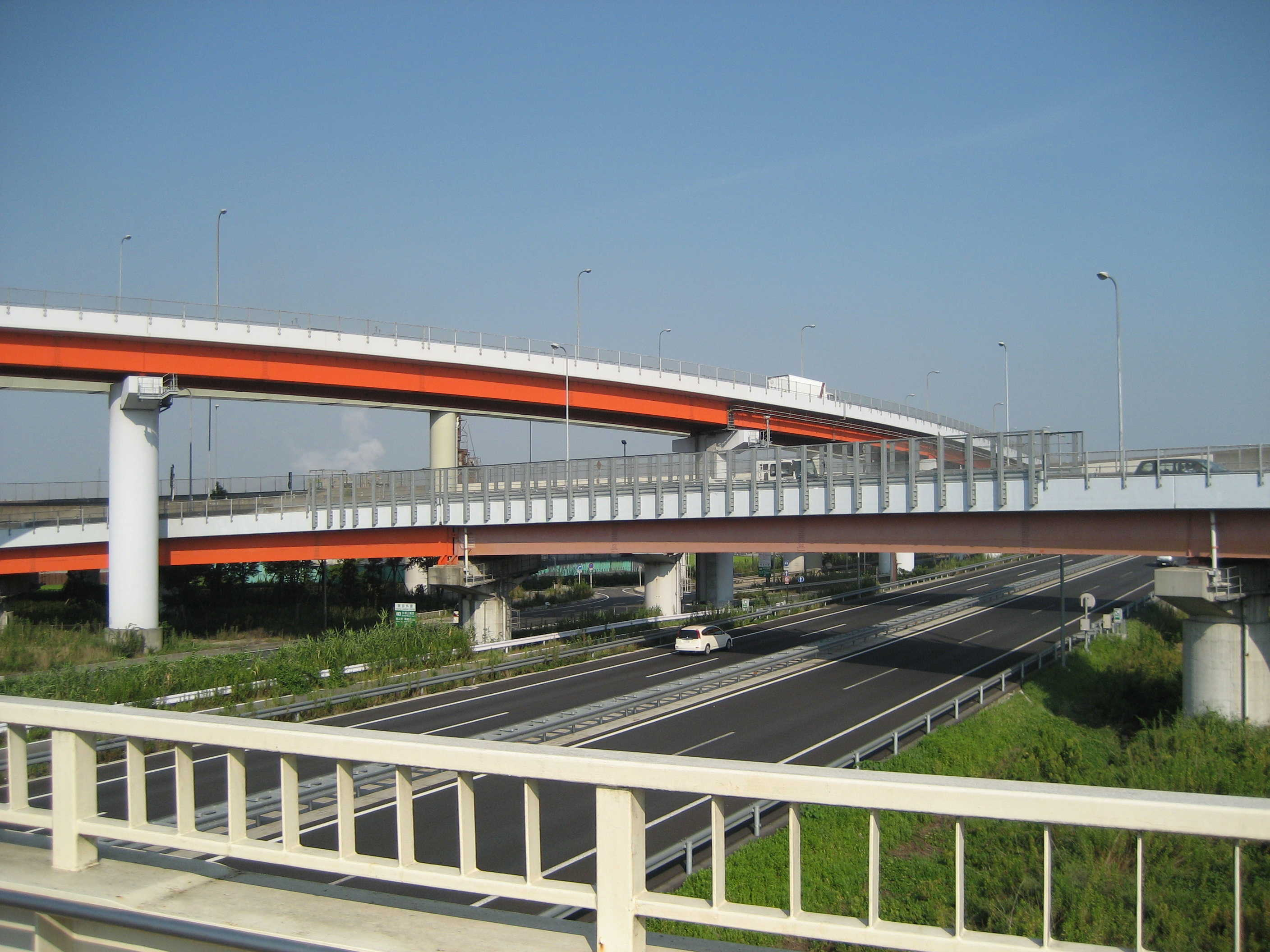
当ジャンクション高架橋の下を通過する東京外環自動車道
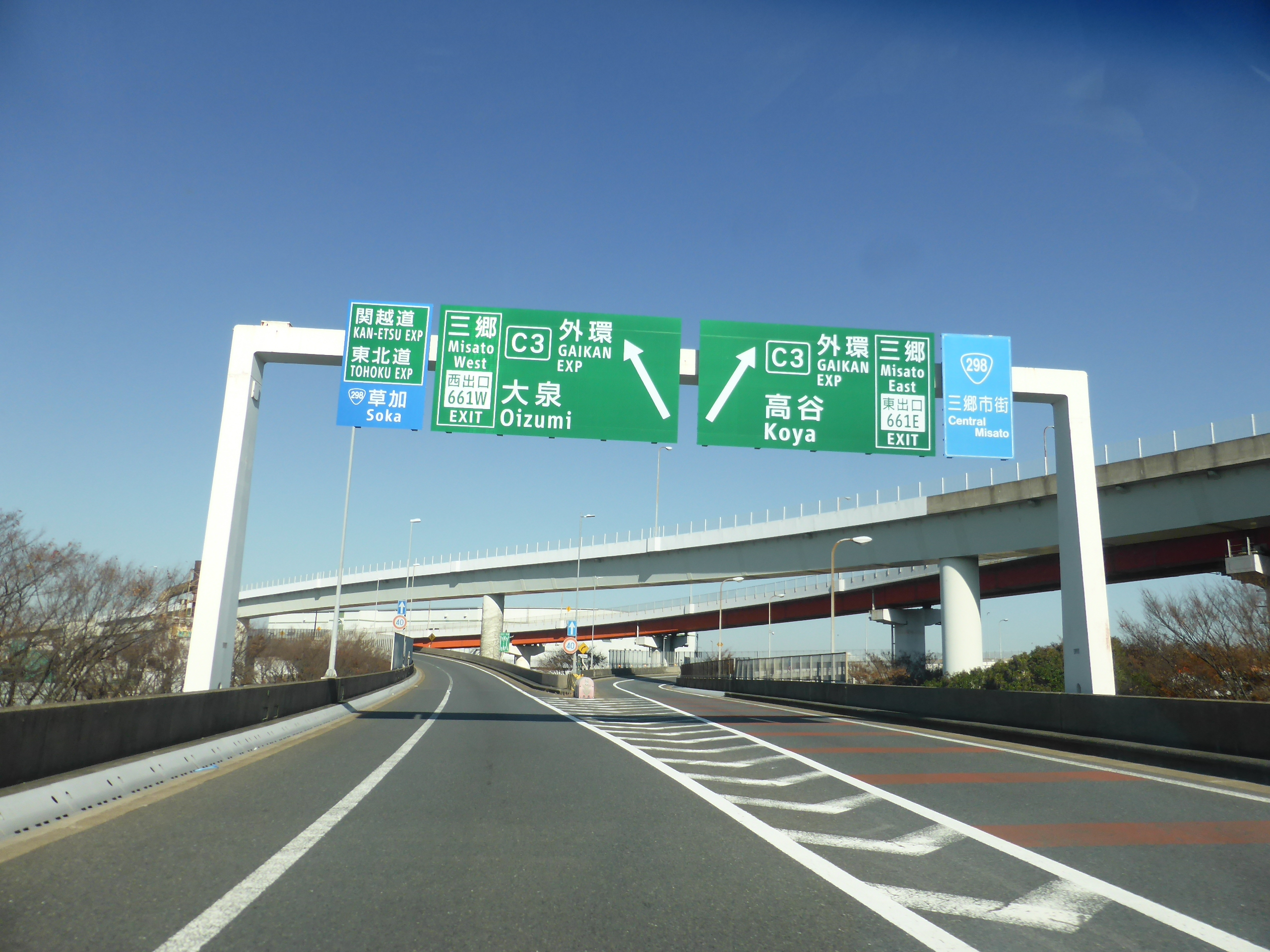
東京方面からC3の大泉と高谷への分岐点
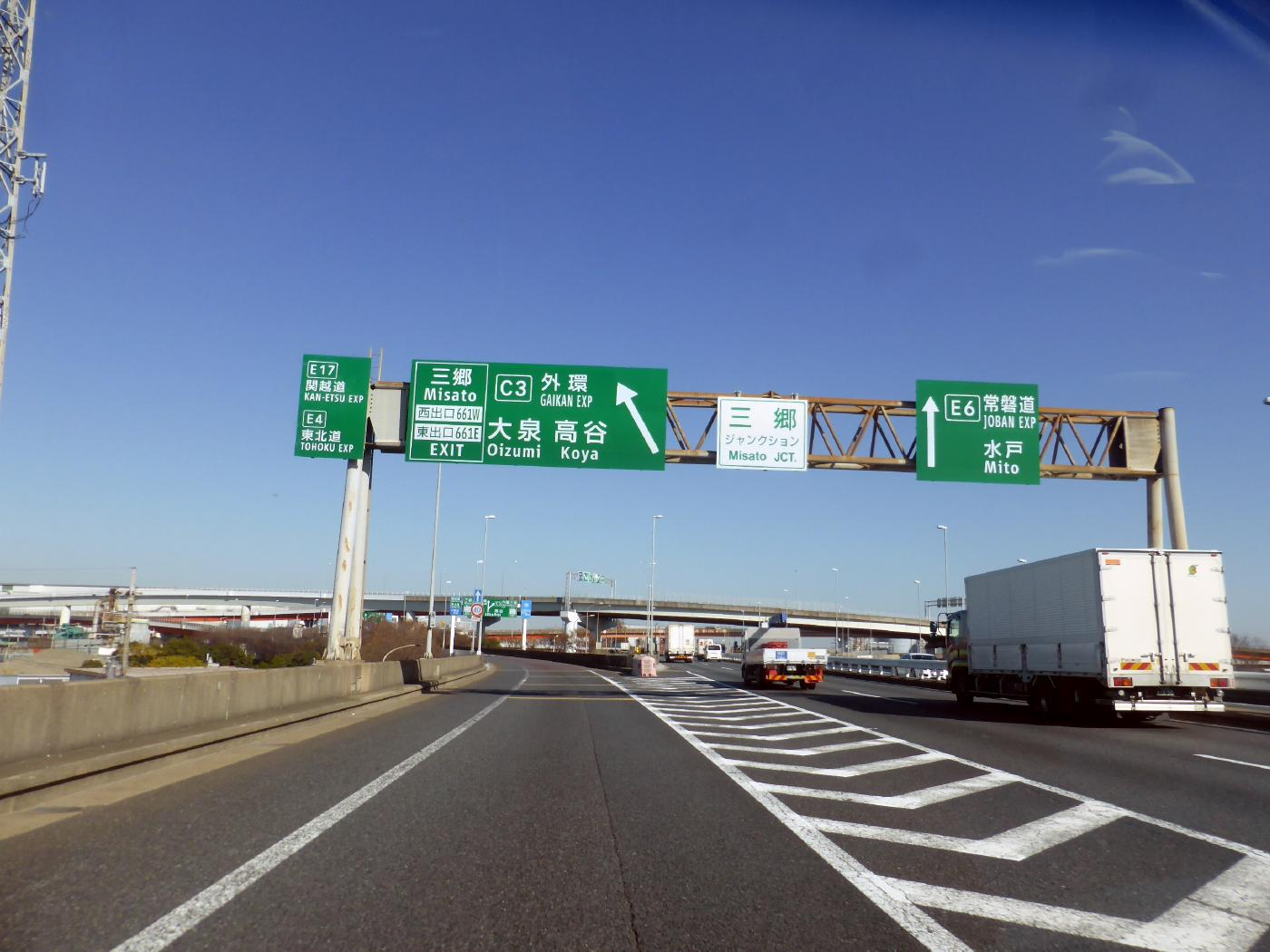
東京方面からC3と常磐道の分岐点